# Razvojna biologija
Razvojna biologija je študij procesov, pri katerih organizmi rastejo in se razvijajo. Izvira iz embriologije. Sodobna razvojna biologija proučuje genetski nadzor rasti celice, delitve celice in »morfogenezo«, kar vodi do tkiv, organov in anatomije. Zelo sorodno področje evolucijske razvojne biologije se je v veliki meri razvilo v 1990. in predstavlja spoj odkritij molekularne razvojne biologije in evolucijske biologije, ki upošteva raznolikost oblik organizmov v smislu evolucije.